# アリゾナ・コヨーテズ
アリゾナ・コヨーテズ（Arizona Coyotes）は、かつてアメリカ合衆国アリゾナ州テンピを本拠としていた、元ナショナルホッケーリーグ（NHL）所属のプロアイスホッケーチームである。

## 歴史
このチームはWHA（ワールドホッケーアソシエーション）のウィニペグ・ジェッツ（Winnipeg Jets）としてチーム発足し、1979年にNHLへ加盟した。その後、1996年に南部へ移転し、フェニックス・コヨーテズと改名した。
1972年に、WHAはマニトバ州ウィニペグにフランチャイズの設立権を与えた。当時NHLは、多くのホッケーフランチャイズを渇望する都市の要望に応えて、ジョージア州アトランタ、カリフォルニア州オークランドおよびロサンゼルスなどを加え（カナダは1都市のみ）、16チームに拡大したばかりであった。他方、WHAはオタワ、ケベックシティ、ウィニペグ、エドモントンやその後カルガリー、トロントの各都市にプロホッケーチームをもたらしたのである。
ジェッツは、「ザ・ゴールデン・ジェッツ」の通り名を持つボビー・ハル (Bobby Hull) の加入により最初の興隆期を迎え、WHAチャンピオンの証、アブコ・カップを3度獲得した。大抵のWHA有力チームは1979年までに解散の憂き目に会うが、ジェッツは強さを維持し続け、NHLへと吸収される。ただし、チームの得点源の6人のうち3人までを失い、NHL21チームのうちドラフト指名順位は18巡目とされた。NHL加入直後のジェッツは2シーズン連続で21チーム中最下位に終わる。特に1980－1981シーズンは80試合でわずか9勝しか挙げられなかった。1981年、ゼネラルマネージャーのジョン・ファーガソンは大規模なチーム改造に着手、後に殿堂入りするデイル・ハワチャック(Dale Hawerchuk)を全体ドラフト1位で指名したほか、トレードでポール・マクレーンなどを獲得し戦力の入れ替えを行った。ファーガソンはさらにシーズン中にカナディアンズの後輩で前キャプテンのサージ・サヴァードを入団させ、若い選手の多いチームの生きた手本にした。その結果、1981－1982シーズンにおいてハワチャックは103ポイントを挙げ新人王を獲得、最優秀ヘッドコーチとなったトム・ワットの好采配も手伝ってチームは10位にまで急浮上する。1984－1985シーズンはハワチャックとマクレーンが100ポイント以上を挙げ、ゴールキーパーのブライアン・ヘイワードの台頭もあり、リーグ4位にまで浮上した。 
NHLがアメリカ合衆国へと膨張を続けるなか、チームを維持するための経費や選手の年俸が急増し、ジェッツは最有力選手の保有にも事欠くこととなる。チーム救済のため様々な手立てが考えられたのであるが、結局ウィニペグ市外からの資本に屈せざるをえないこととなった。1996年ウィニペグ・ジェッツはアリゾナ州へと転出し、ここにフェニックス・コヨーテズ（Phoenix Coyotes）が誕生したのである。ところが移転当初、本拠地としていたフットプリント・センターの設計がアイスホッケーを念頭に置いていなかったため、構造上の問題（NHL仕様のホッケーリンクを収納するには床のサイズが不足していた）が生じ、2003年からフェニックス郊外のグレンデールのデザート・ダイヤモンド・アリーナに移転することになった。 
ジェッツはボビー・ハルがつけた9番とトーマス・スティーンがつけた25番を永久欠番としていた。9番はボビーの息子ブレット・ハル（Brett Hull、2004年にチームに移籍）がチームに在籍した期間中の5試合に限って着用した。
2004年には、ウィニペグ在住の作家スティーブ・ランディン (Steve Lundin) は、その著作 "When She's Gone"のなかで、ジェッツを失ったマニトバ州のホッケーファン達の精神的ダメージを描いている。
2005年8月8日、チームはチームオーナーの1人でもあるウェイン・グレツキーがヘッドコーチに就任した。10月8日、グレツキーとボビー・ハルがリング・オブ・オナーの最初のメンバーに選ばれた。15日、ブレット・ハルが引退を発表した。2005-2006シーズン、シーズンを通して苦戦し、チームはカンファレンス12位に終わり、プレーオフ進出を逃した。
さらに悪いことには、2006-2007シーズンはフェニックス移転以降最悪の成績（31勝46敗5延長負）に終わった。
しかし、2006-07シーズンの不振により全体3位の指名権を得たコヨーテズは、カイル・トゥリス (Kyle Turris) を指名した。トゥリスは2008年4月3日にNHLデビューを果たした。
2007-2008年は、ドラフトで指名したピーター・ミューラー (Peter Mueller) やマーティン・ハンザル (Martin Hanzal) を中心としてチーム作りを行った。一方でカーティス・ジョセフ (Curtis Joseph) を不安だと見たチームは、アレックス・オールド (Alex Auld) やデービッド・アビッシャー (David Aebischer) を獲得。前年とは一味違った形で開幕を迎えた。
2009年9月24日、グレツキーはヘッドコーチを辞任した。
2009年5月に球団は破産を申請。通信機器メーカー・ブラックベリー の元CEOのジム・バルシリーがカナダのオンタリオ州ハミルトンへの移転を前提として球団の買収に名乗り出たが、アリゾナ州からの移転を認めないNHLによって阻止され、チームはオーナー不在となってNHLの管理下に入った。
チームをアリゾナ州に留め置くことが足枷になり、4年経過した2013年8月にチームの売却先がようやく決まり、オーナーグループはNHLから2億2500万ドルで球団を購入した。この時、チームは5000万ドルの損失を被った場合には5年後に移転できるという条項を盛り込んでいた。
2014年1月29日、チームは2014－15シーズンより名称をアリゾナ・コヨーテズ（Arizona Coyotes）に変更すると発表した。
2015年-2017年まで恐らく日本人としては初めて若林弘紀がアリゾナ・コヨーテズの下部組織であるアリゾナ・ジュニア・コヨーテズで指導を始める。
2020年12月に多発性骨髄腫闘病中の若林弘紀を励ます応援メッセージが公式HPにて掲載される。
2021－22シーズンからは、シアトル・クラーケンの参入に伴い、コヨーテズはセントラル・ディビジョンに移動した。
2022年にグレンデール市がコヨーテズとのリース契約の更新を見送ったことにより、同州テンピにあるアリゾナ州立大学のマレット・アリーナに移転した。
2024年4月18日、新たなホームアリーナ建設の目途が立たないことから2024-25シーズンより活動を休止することを発表。球団の資産はNBAユタ・ジャズのオーナーでもあるライアン・スミスに売却され、ユタ州ソルトレイクシティを本拠地とする新たなチームが創設されることが発表された。コヨーテズは2029年までにホームアリーナの問題を解決できればエクスパンションチームとしての活動再開が予定されていたが、アリーナの建設予定地としていた土地の競売をアリゾナ州土地局が中止したことによりオーナーのアレックス・メルーロが再建を断念したため、北米4大プロスポーツリーグのチームとしては、1978年のクリーブランド・バロンズ(NHL)以来の球団消滅となった。
2024年6月13日、NHLはコヨーテズに所属していた選手・コーチ・スタッフ及びドラフト指名権を引き継いだ新チーム、ユタ・ホッケークラブ（現ユタ・マンモス）のロゴ、チームカラーを発表した。なお、コヨーテズの歴史は引き継がれず同クラブは解散扱いとなり、1972年の旧ウィニペグ・ジェッツのWHA加盟から52年、2つのリーグ（WHA・NHL）・4つの都市（ウィニペグ・フェニックス・グレンデール・テンピ）をまたいで活躍した同クラブの歴史にピリオドが打たれた。

## シーズン別成績

### ウィニペグ・ジェッツ(WHA時代 1972年 - 1979年)
| 年      | GP | W  | L  | T | GF  | GA  | PTS | 最終順位        | プレイオフ                                  |
| 1972-73 | 78 | 43 | 31 | 4 | 285 | 249 | 90  | ウェスト1位     | 決勝敗退 (ニューイングランド・ホエーラーズ) |
| 1973-74 | 78 | 34 | 39 | 5 | 264 | 296 | 73  | ウェスト4位     | 準々決勝敗退 (ヒューストン・エアロズ)       |
| 1974-75 | 78 | 38 | 35 | 5 | 322 | 293 | 81  | カナディアン3位 | 不参加                                      |
| 1975-76 | 81 | 52 | 27 | 2 | 345 | 254 | 106 | カナディアン1位 | WHA優勝                                     |
| 1976-77 | 81 | 46 | 32 | 2 | 366 | 291 | 94  | ウェスト2位     | 決勝敗退 (ケベック・ノルディックス)         |
| 1977-78 | 80 | 50 | 28 | 2 | 381 | 270 | 102 | 1位             | WHA優勝                                     |
| 1978-79 | 80 | 39 | 35 | 6 | 307 | 306 | 84  | 3位             | WHA優勝                                     |

### ウィニペグ・ジェッツ (NHL時代 1979年 - 1996年)
| 年      | GP | W  | L  | T  | GF  | GA  | PTS | 最終順位    | プレイオフ                     |
| 1979-80 | 80 | 20 | 49 | 11 | 214 | 314 | 51  | スマイス5位 | 不参加                         |
| 1980-81 | 80 | 9  | 57 | 14 | 246 | 400 | 32  | スマイス5位 | 不参加                         |
| 1981-82 | 80 | 33 | 33 | 14 | 319 | 332 | 80  | ノリス2位   | 地区準決勝敗退 (STL)           |
| 1982-83 | 80 | 33 | 39 | 8  | 311 | 333 | 74  | スマイス4位 | 地区準決勝敗退 (EDM)           |
| 1983-84 | 80 | 31 | 38 | 11 | 340 | 374 | 73  | スマイス4位 | 地区準決勝敗退 (EDM)           |
| 1984-85 | 80 | 43 | 27 | 10 | 358 | 332 | 96  | スマイス2位 | 地区決勝敗退 (EDM)             |
| 1985-86 | 80 | 26 | 47 | 7  | 295 | 372 | 59  | スマイス3位 | 地区準決勝敗退 (CGY)           |
| 1986-87 | 80 | 40 | 32 | 8  | 279 | 271 | 88  | スマイス3位 | 地区決勝敗退 (EDM)             |
| 1987-88 | 80 | 33 | 36 | 11 | 292 | 310 | 77  | スマイス3位 | 地区準決勝敗退 (EDM)           |
| 1988-89 | 80 | 26 | 42 | 12 | 300 | 355 | 64  | スマイス5位 | 不参加                         |
| 1989-90 | 80 | 37 | 32 | 11 | 298 | 290 | 85  | スマイス3位 | 地区準決勝敗退 (EDM)           |
| 1990-91 | 80 | 26 | 43 | 11 | 260 | 288 | 63  | スマイス5位 | 不参加                         |
| 1991-92 | 80 | 33 | 32 | 15 | 251 | 244 | 81  | スマイス4位 | 地区準決勝敗退 (VAN)           |
| 1992-93 | 84 | 40 | 37 | 7  | 322 | 320 | 87  | スマイス4位 | 地区準決勝敗退 (VAN)           |
| 1993-94 | 84 | 24 | 51 | 9  | 245 | 344 | 57  | 中部6位     | 不参加                         |
| 1994-95 | 48 | 16 | 25 | 7  | 157 | 177 | 39  | 中部6位     | 不参加                         |
| 1995-96 | 82 | 36 | 40 | 6  | 275 | 291 | 78  | 中部5位     | カンファランス準決勝敗退 (DET) |

### フェニックス・コヨーデズ ( 1996年 - )
| 年      | GP | W  | L  | T  | OL | GF  | GA  | PTS | 最終順位  | プレイオフ                       |
| 1996-97 | 82 | 38 | 37 | 7  | -  | 240 | 243 | 83  | 中部3位   | カンファランス準決勝敗退 (ANA)   |
| 1997-98 | 82 | 35 | 35 | 12 | -  | 224 | 227 | 82  | 太平洋4位 | カンファランス準決勝敗退 (DET)   |
| 1998-99 | 82 | 39 | 31 | 12 | -  | 205 | 197 | 90  | 太平洋2位 | カンファランス準々決勝敗退 (STL) |
| 1999-00 | 82 | 39 | 31 | 8  | 4  | 232 | 228 | 90  | 太平洋3位 | カンファランス準々決勝敗退 (COL) |
| 2000-01 | 82 | 35 | 27 | 17 | 3  | 214 | 212 | 90  | 太平洋4位 | 不参加                           |
| 2001-02 | 82 | 40 | 27 | 9  | 6  | 228 | 210 | 95  | 太平洋2位 | カンファランス準々決勝敗退 (SJ)  |
| 2002-03 | 82 | 31 | 35 | 11 | 5  | 204 | 230 | 78  | 太平洋4位 | 不参加                           |
| 2003-04 | 82 | 22 | 36 | 18 | 6  | 188 | 245 | 68  | 太平洋5位 | 不参加                           |
| 2005-06 | 82 | 38 | 39 | -  | 5  | 246 | 271 | 81  | 太平洋5位 | 不参加                           |
| 2006-07 | 82 | 31 | 46 | -  | 5  | 216 | 284 | 67  | 太平洋5位 | 不参加                           |
| 2007-08 | 82 | 38 | 37 | -  | 7  | 214 | 231 | 83  | 太平洋4位 | 不参加                           |
| 2008-09 | 82 | 36 | 39 | -  | 7  | 208 | 252 | 79  | 太平洋4位 | 不参加                           |
| 2009-10 | 82 | 50 | 25 | -  | 7  | 225 | 202 | 107 | 太平洋2位 | カンファランス準々決勝敗退(DET)  |